# Bernard Connolly

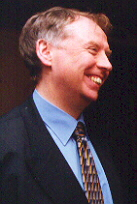
Bernard Connolly

Bernard Connolly (1951) is een aan de Universiteit van Oxford opgeleide Brits econoom. Hij verwierf medio jaren negentig van de twintigste eeuw enige bekendheid om zijn pessimistische analyse van de toekomstkansen voor de euro.
Na het verschijnen van The Rotten Heart of Europe: The Dirty War for Europe's Money, een negatieve verhandeling over de Europees Wisselkoersmechanisme, de voorloper van de Economische en Monetaire Unie, werd hij in 1995 uit zijn dienstverband bij de Europese Commissie ontslagen. Een beroep tegen zijn ontslag bij het Europese Hof van Justitie werd afgewezen. In 2011 werkte Connolly als financieel consultant in New York.
Bernard Connolly leidt tegenwoordig zijn eigen bedrijf Connolly Insight LP. Hij is tevens partner in Hamilton Associates. Daarvoor werkte hij 11 jaar voor AIG, waar hij zich een reputatie verwierf voor inzichtelijke wereldwijde economische analyse. Hedgefondsen en investeerders die zijn adviezen volgden, verdienden aanzienlijke bedragen door in te spelen op de economische zwakte van problematische Europese economieën, zoals Griekenland. Voorheen werkte hij bij de Europese Commissie. Hij was daar actief op het gebied van monetaire beleid. Daarvoor werkte hij voor de Confederation of British Industry.

## Werken
- (en)  The Rotten Heart of Europe: The Dirty War for Europe's Money, Faber & Faber (June 1996), hardcover, 427 blz., ISBN 978-0571175208; paperback, Faber & Faber (November 1, 1997), 432 blz., ISBN 978-0571175215
- (en)  AIG Trading Group and Banque AIG Past Research

## Voetnoten
1. ↑   Ambrose Evans-Pritchard, Euro-court outlaws criticism of EU, The Telegraph, 7 maart 2001, In de uitspraak van het hof wordt gesteld dat de Commissie afwijkende meningen kan beperken om zo "de rechten van anderen te beschermen" en individuen kan bestraffen die "het imago en de reputatie van de instelling beschadigen".
2. 1 2   Landon Thomas, Jr. Words of a Euro Doomsayer Have New Resonance, The rise of a euro doomsayer, The New York Times, 17 november 2011
3. ↑  Speaker's Biography: Bernard Connolly. Milken Institute (2011). Geraadpleegd op May 11, 2012.